# منابع الأشعة السينية الفائقة الضعيفة
منابع الأشعة السينية الفائقة الضعيفة أو اللينة (بالإنجليزية: Super soft X-ray source) هي مصادر فلكية تبعث منها فقط أشعة سينية منخفضة الطاقة طاقات في نطاق 0.09 إلى 2.5 keV ، في حين أن الأشعة السينية القوية أو الصلبة هي في حدود 1-20 keV.
منابع الأشعة السينية الضعيفة تبعث فوتونات قليلة بطاقات أعلى 1 keV ويجب ان يكون لها درجات حرارة فعالة دون 100 eV. وهذا يعني أن الأشعة التي تنبعث منها متأينة للغاية ويتم امتصاصها بسهولة عن طريق وسط ما بين النجوم.معظم منابع الأشعة السينية الضعيفة داخل مجرتنا مخبئة بفعل الامتصاص النجمي في قرص المجرة.
وهي لا تختفى بسهولة في المجرات الخارجية، في سحب ماجلان عثر على حوالى 10 مصادر ومالا يقل عن 15 مصدر في مجرة المرأة المسلسلة.
منابع الأشعة السينية الفائقة اللينة عبارة عن أنظمة نجوم ثنائية تسمى (ثنائي متقارب مصدر لين فائق CBSS .) مكونة من أقزام بيضاء وهي نجوم كثيفة توقفت عن الاحتراق بسبب استنفادها وقودها النووي في مدارات حول نجوم عادية. . وتسلب هذه الأقزام غاز الهدروجين من نجومها الرفيقة وتكدسه على سطوحها وتواصل عملية الاندماج. ونتيجة السيل العارم من الأشعة السينية التي لها مجال «لين» (soft )متميز من الأطوال الموجية يصدر انبعاث لهذة الأشعة . و يطلق على مثل هذه النجوم الثنائية في هذة الحالة اسم منابع الأشعة السينية الفائقة اللينة المضيئة.
وبازدياد وزن الأقزام البيضاء، تصبح في نهاية المطاف غير مستقرة، وعند ذلك إما أن تنهار متحولة إلى نجم نتروني أكثف، أو تنفجر.وعلى مدى طويل من الزمن، كان يُظن أن تمزق الأقزام البيضاء هو السبب في حدوث نوع من انفجارات المستعرات الأعظمية توصف بأنها من النمط مستعر أعظم نوع 1أ ومع اكتشاف المنابع الفائقة اللينة، حدد الراصدون، للمرة الأولى، طائفة من المنظومات النجمية يمكن أن تنفجر بالأسلوب نفسه.